# Fulda
Fulda é uma cidade localizada no estado do Hesse, na Alemanha.

## Personalidades
- Karl Ferdinand Braun (1850-1918), Prémio Nobel de Física de 1909

## Galeria

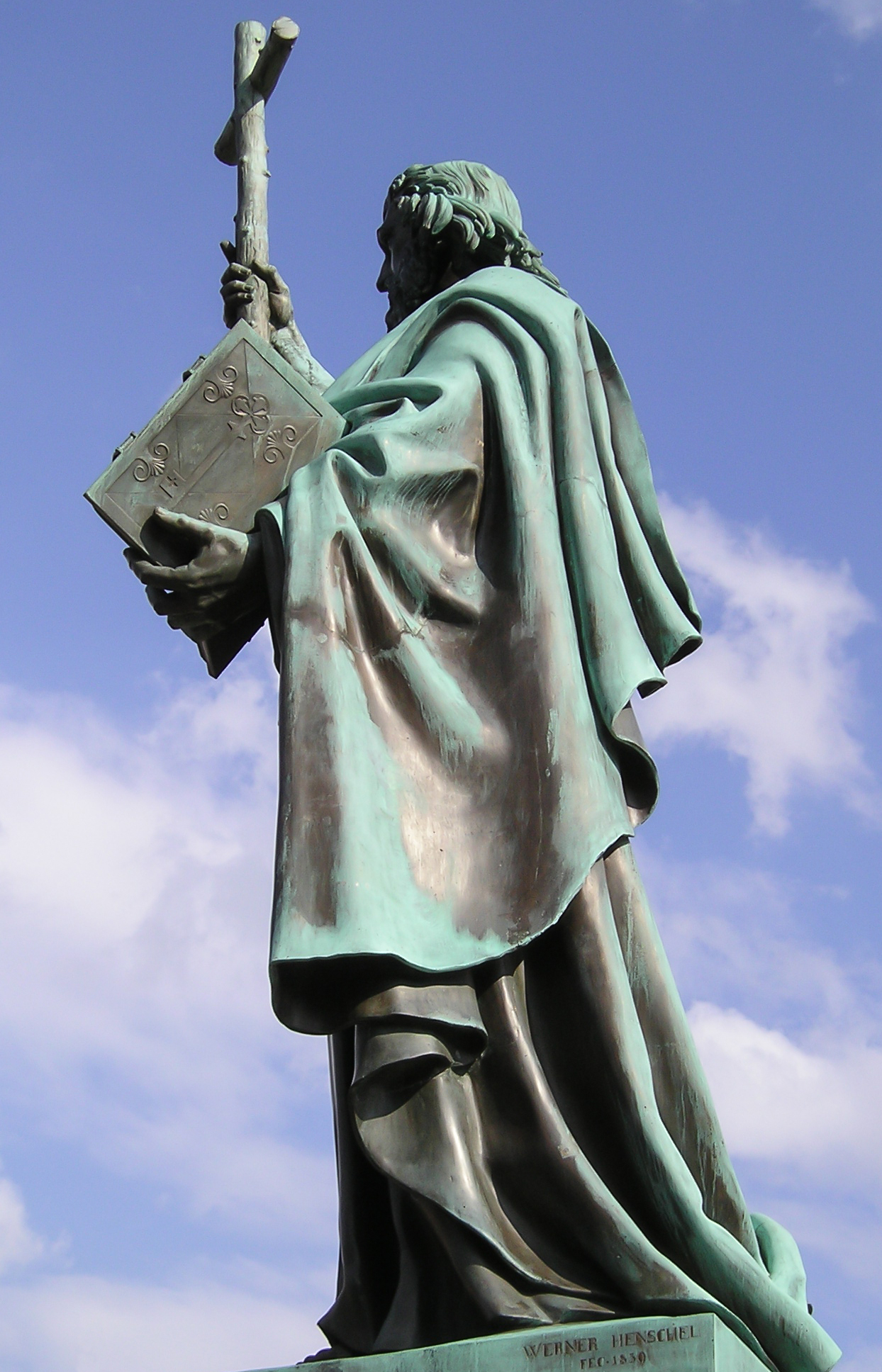
Estátua de S. Bonifácio em Fulda.
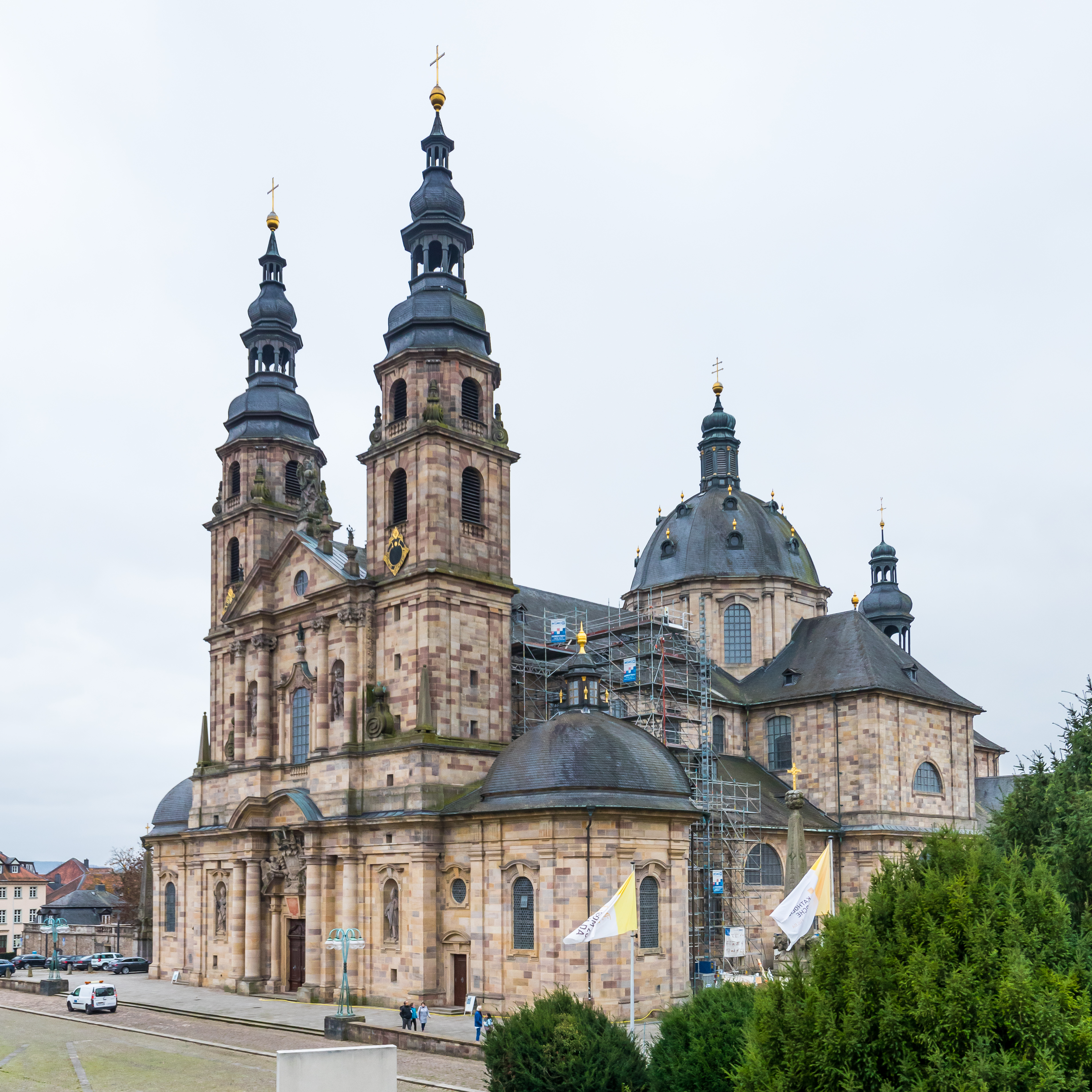
Catedral de Fulda.
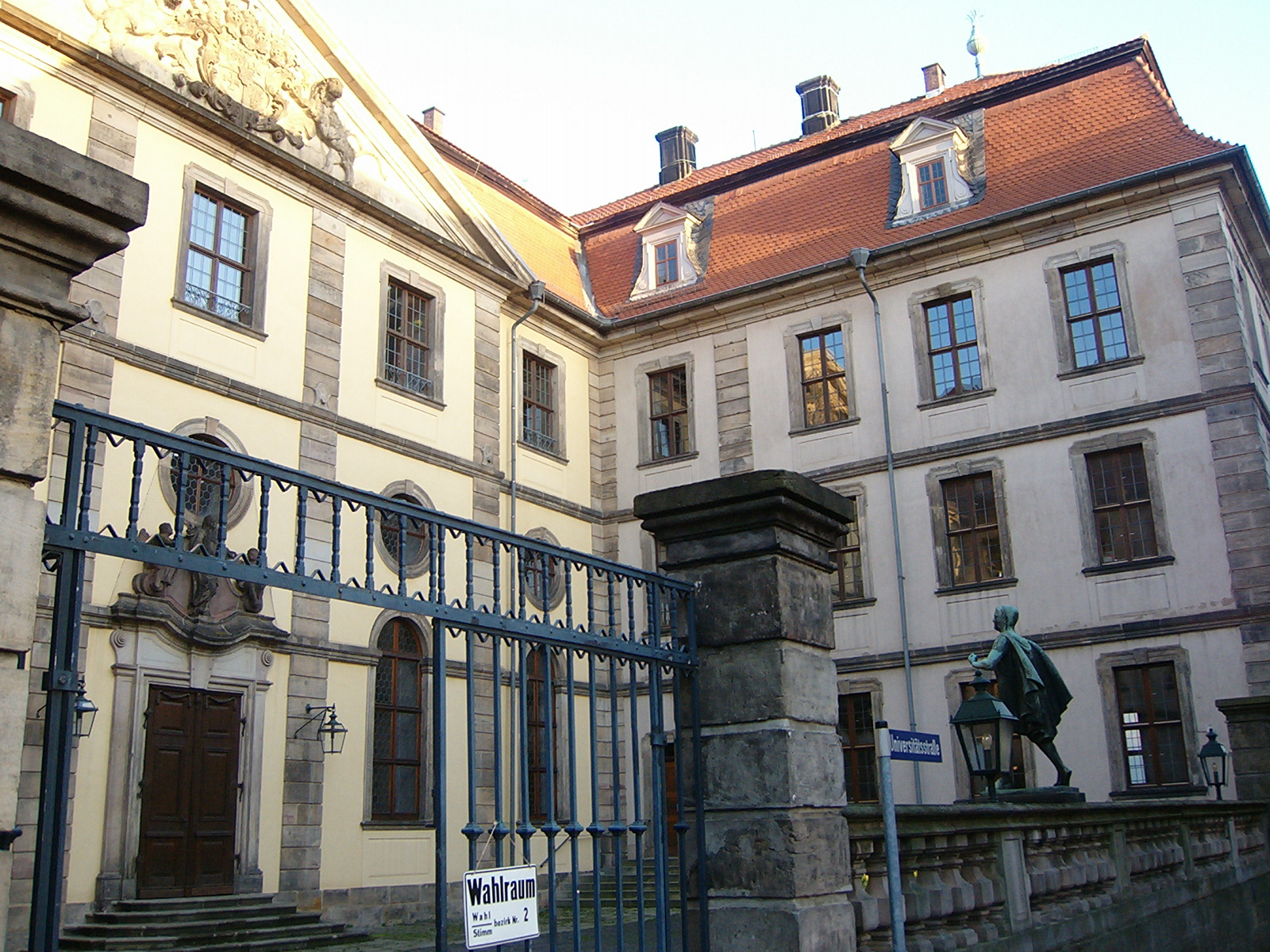
Universidade de Fulda.
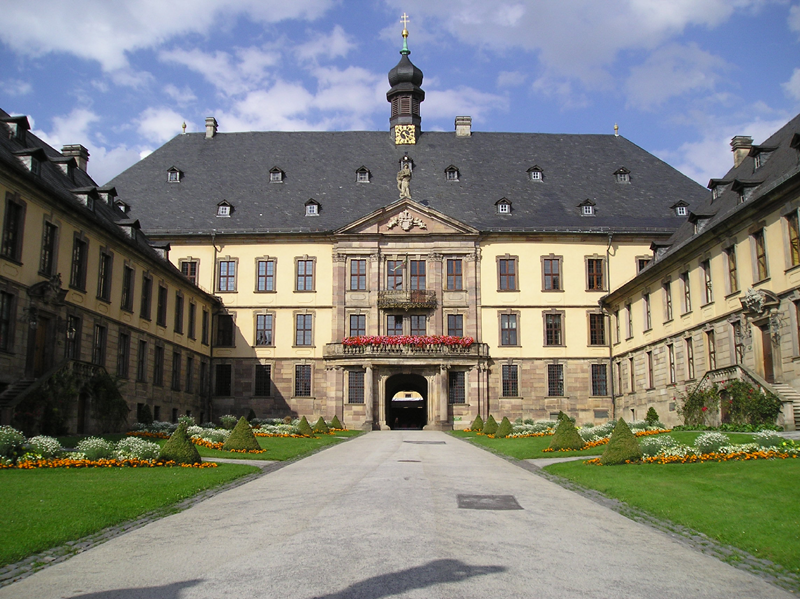
Castelo de Fulda.
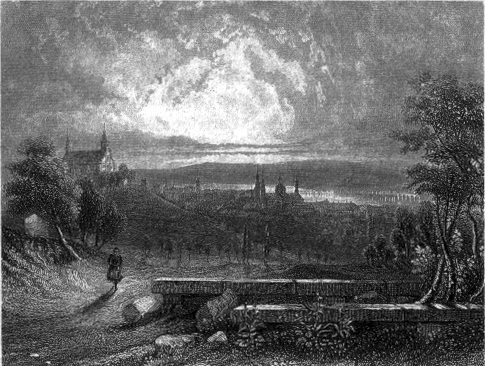
Fulda em 1830.
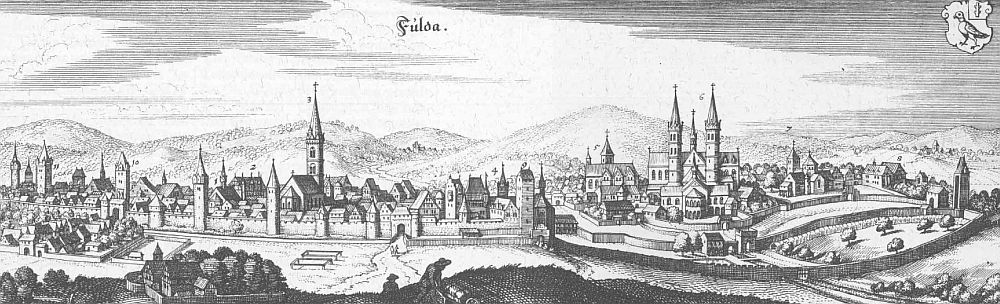
Fulda.
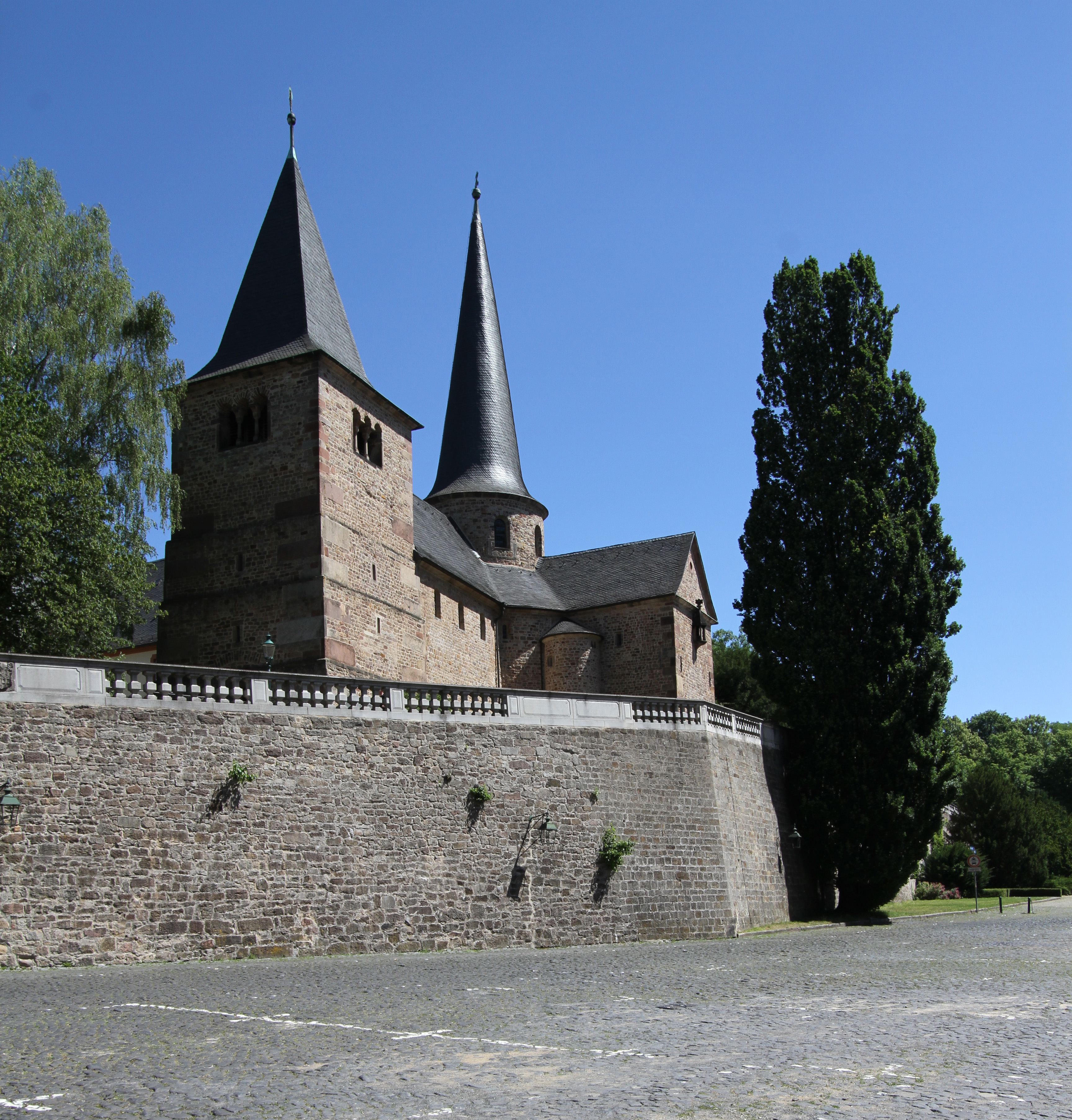
Igreja de São Miguel.
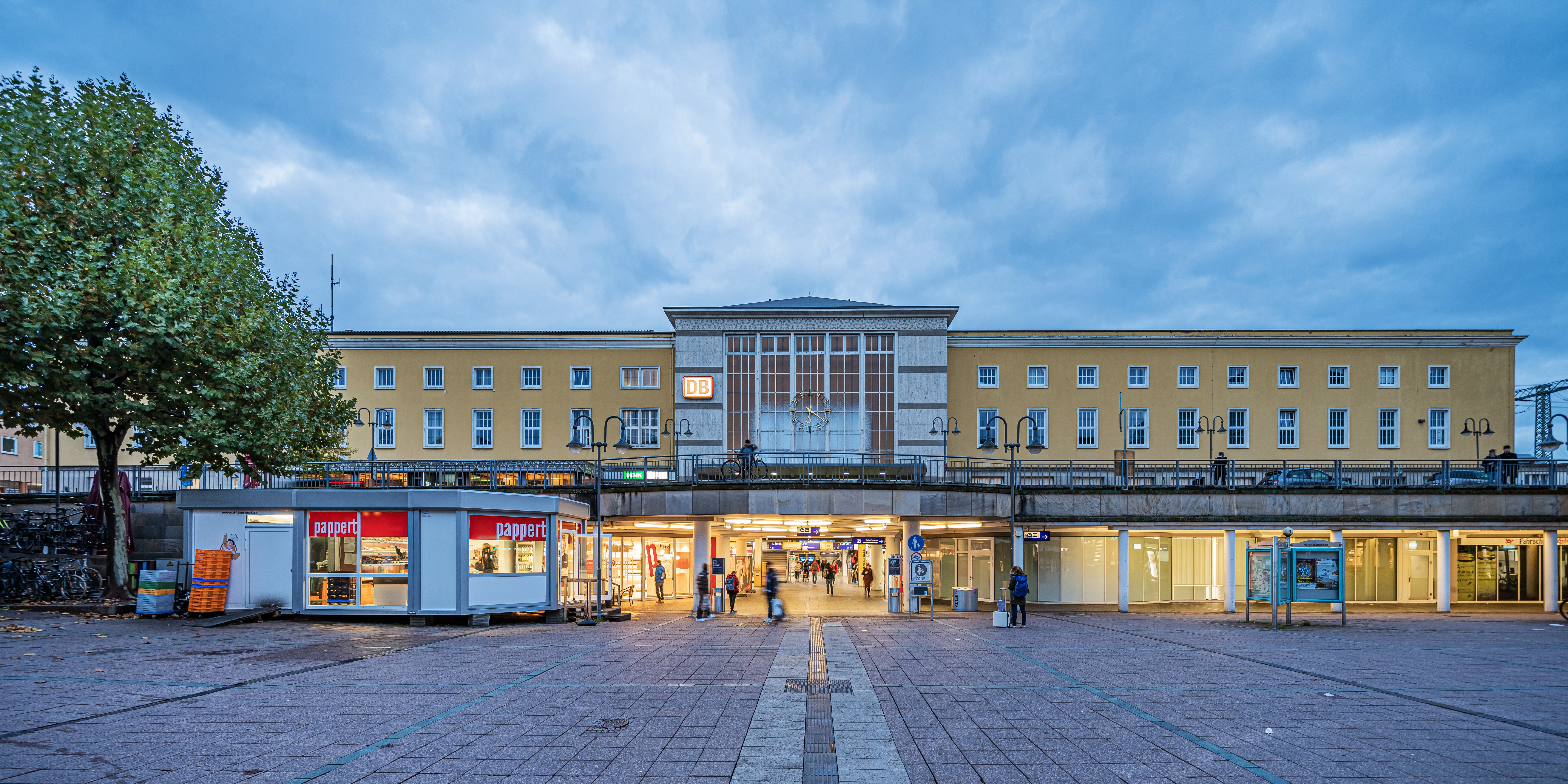
Fulda.
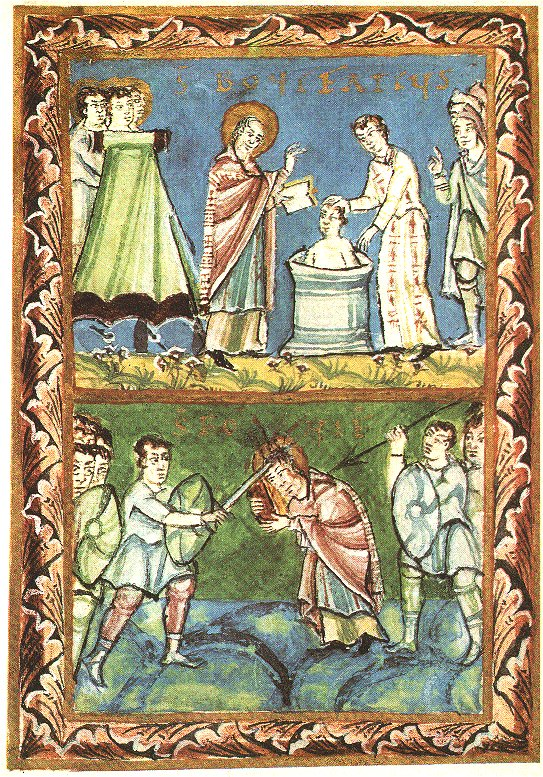
Fulda.